# Ruth Deech
Ruth Lynn Deech (née Fraenkel ; le 29 avril 1943) est une universitaire britannique avocate, bioéthicienne et femme politique, surtout connue pour avoir présidé la Human Fertilization and Embryology Authority (HFEA), de 1994 à 2002, et en tant qu'ancienne directrice du St Anne's College d'Oxford. Deech siège en tant que pair Crossbench à la Chambre des lords depuis 2005 et préside le Bar Standards Board (2009-2014).

## Jeunesse et éducation
Née à Clapham, Londres, Deech est la fille d'un historien et journaliste, Josef Fraenkel, né en 1903 à Ustrzyki Dolne dans le sud-est de la Pologne. Elle déclare qu'elle vient d'une « famille très culturellement juive ». Son père « est né en Pologne et s'est enfui, d'abord à Vienne puis à Prague ». Il arrive en Grande-Bretagne le 3 septembre 1939, jour où les Alliés déclarent la guerre à l'Allemagne. Plusieurs autres membres de leur famille sont assassinés dans les camps de concentration nazis pendant la Seconde Guerre mondiale. Elle est la cousine germaine de Maurice Frankel, directeur de la campagne britannique pour la liberté d'information.
Elle fait ses études à l'école Christ's Hospital, alors située à Hertford,. Elle est diplômée du St Anne's College d'Oxford avec une première en droit en 1965.

## Carrière

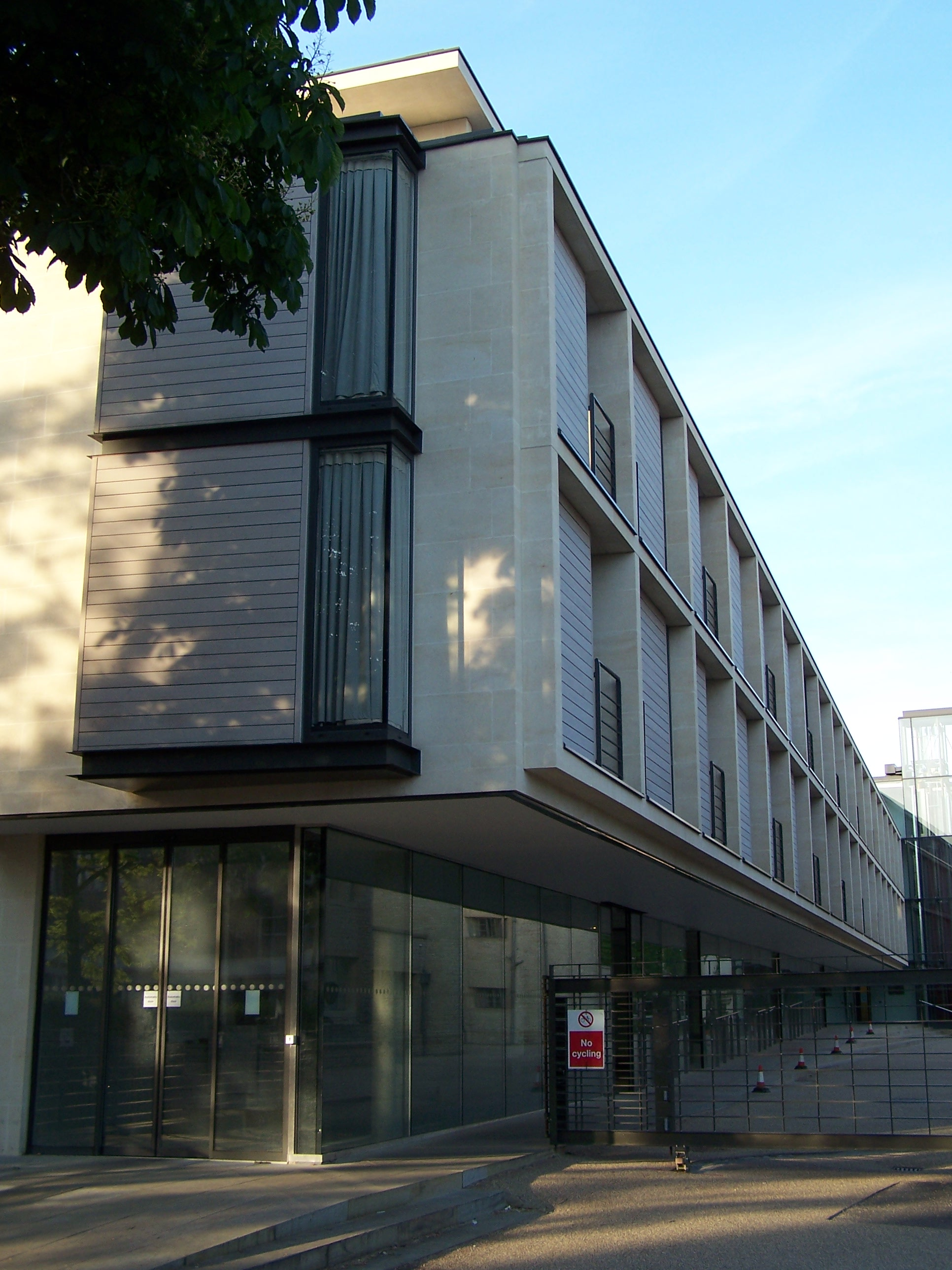
Le Ruth Deech Building, St Anne's College, Oxford

Deech retourne au St Anne's College d'Oxford en 1970 pour être chargée de cours en droit, poste qu'elle conserve jusqu'en 1991, date à laquelle elle est élue directrice du collège. Elle prend sa retraite en 2004, et est remplacée par Tim Gardam. Le collège nomme un bâtiment en son honneur, le Ruth Deech Building, qui est achevé en 2005.
Elle occupe de nombreux autres postes au cours de sa carrière; elle est surveillante principale de l'Université d'Oxford entre 1985 et 1986, membre du Conseil de l'Université du Royaume-Uni pour la fertilisation humaine et l'embryologie de 1994 à 2002, et est nommée pour un mandat de quatre ans en tant que gouverneur de la BBC en 2002, la même année où elle est nommée Dame Commandeur de l'Ordre de l'Empire britannique (DBE), en reconnaissance de son travail à la HFEA.
Après avoir quitté St. Anne's, Deech est nommée premier arbitre indépendant pour l'enseignement supérieur de 2004 à 2008, chargée de la résolution des plaintes des étudiants dans toutes les universités britanniques.
Le 22 juillet 2005, la Commission des nominations de la Chambre des Lords la nomme pair à vie, siégeant en tant que Crossbencher. Le 5 octobre 2005, elle est créée baronne Deech, de Cumnor dans le comté d'Oxfordshire, et présentée à la Chambre des lords le 25 octobre 2005. Elle prononce son premier discours le 24 novembre 2005 .
En 1999, le journal The Observer la nomme 107e personne la plus puissante de Grande-Bretagne, et en 2001. En novembre 2007, Deech publie IVF to Immortality: Controversy in the Era of Reproductive Technology, avec Anna Smajdor comme co-auteur.
Entre 2004 et 2008, Deech est arbitre indépendant pour l'enseignement supérieur et professeur de droit au Gresham College de Londres où elle donne une série de conférences publiques sur les relations familiales et le droit.
En décembre 2016, Deech fait valoir que les étudiants juifs des universités britanniques sont soumis à un antisémitisme croissant. Elle est mécène du groupe militant UK Lawyers for Israel.

## Propriété familiale restituée
En 2008, il est apparu qu'Eugeniusz Waniek, un artiste polonais de 101 ans et professeur d'art vivant à Cracovie, avait en sa possession un ensemble de couverts en argent ayant appartenu à la famille du père de Deech, les Fraenkel. Waniek est un voisin, chrétien polonais, et un ami des Fraenkel à Ustrzyki Dolne avant-guerre, une petite ville près de la frontière polono-ukrainienne. Le grand-père de Deech, Moses Fraenkel, y possédait une raffinerie de pétrole  et avait longtemps été maire de la ville.
Les troupes allemandes nazies ont attaqué Ustrzyki Dolne en septembre 1942, rassemblant la grande population juive de la ville. La tante de Deech, Helena Fraenkel, réussit à passer un paquet d'argenterie à Waniek pour qu'il le garde, risquant ainsi sa vie. D'autres Juifs de la ville ont été abattus pour avoir refusé de remettre des objets de valeur aux nazis. Helena est envoyée à la mort dans le Centre d'extermination de Bełżec. Waniek s'est occupé de l'argenterie, en l'enterrant à un moment donné dans son jardin pour le cacher aux nazis, ce qui aurait également été passible de la peine de mort. Il n'a jamais revu les Fraenkel.
L'histoire est découverte par un voisin de Waniek, Marek Marko, et l'historien, le professeur Norman Davies en 2008. Lorsque Deech et sa famille britannique ont rendu visite à Waniek, il leur a présenté l'argenterie (et la nappe qui la regroupait) qu'il avait conservée dans un tiroir pendant 67 ans. Il est décédé 8 mois plus tard, à l'âge de 102 ans.
Deech a critiqué la Pologne concernant sa politique d'indemnisation des biens volés pendant l'occupation allemande. Deech affirme que la Pologne « squattait la propriété de 3 millions de victimes de la Shoah » et qu'elle était le « délinquant le plus flagrant » lorsqu'il s'agissait de restituer le butin nazi ».